# Tapinocephalus
 (janvier 2020).
Genre
Tapinocephalus est un genre éteint de thérapsides dinocéphales ayant vécu durant le Permien.

## Description
Il mesurait 3 mètres de long[réf. nécessaire].